# Kosmos 423
O Kosmos 423 (em russo: Космос 423) também denominado DS-P1-Yu Nº 43, foi um satélite artificial soviético lançado ao espaço com sucesso no dia 27 de maio de 1971 através de um foguete Kosmos-2I a partir do Cosmódromo de Plesetsk.

## Características
O Kosmos 423 foi o quadragésimo terceiro membro da série de satélites DS-P1-Yu e o trigésimo nonoo lançado com sucesso após o fracasso dos lançamentos do segundo, do vigésimo terceiro, do trigésimo segundo e do quadragésimo membros da série. Sua missão era auxiliar sistemas antissatélites e antimíssil soviéticos.
O Kosmos 423 foi injetado em uma órbita inicial de 511 km de apogeu e 283 km de perigeu, com uma inclinação orbital de 71 graus e um período de 92,2 minutos. Reentrou na atmosfera terrestre em 26 de novembro de 1971.